# 바가니
《바가니》(필리핀어: Bagani→전사(戰士))는 2018년 방영된 필리핀의 드라마이다.

## 같이 보기
- ABS-CBN의 텔레비전 드라마 목록